# Boda Balázs
Boda Balázs, teljes nevén Boda Balázs Gábor (Devecser, 1954. július 21. –) festőművész.

## Életpályája
Környezete gyermekkorában felfigyelt rajzkészségére, anyai nagyanyja, aki maga is kiváló képzőművészeti adottságokkal rendelkezett, tanította meg a grafika és akvarell festészet alapjaira. Tanulmányait Budapesten, a Medve utcai Általános Fiúiskolában kezdte 1960-ban, majd a győri Bencés Gimnáziumban tanult tovább. Művészi hajlamának előtérbe kerülése miatt két év után elhagyta az iskolapadot, visszaköltözött a fővárosba, és munkába állt. Az érettségi vizsgát 1974-ben, a II. Rákóczi Ferenc Gimnázium levelező tagozatán tette le. Dolgozott az Operaházban, mint színpadi díszítő, és az MTV Díszletgyártó Műhelyében díszletfestőként. A MAFILM kétéves Szakemberképző Tanfolyamának elvégzése után 1976-tól 78-ig a Filmgyár berendezője volt. Még ebben az évben a FŐÉV Óra- és Ékszeripari Vállalatnál helyezkedett el, aranyművességet tanult. Jelentkezett a Képző- és Iparművészeti Főiskolára, de nem vették fel, ezért autodidakta módon fejlesztette tovább festészeti képességét. Tanára és mestere Simon András grafikus volt. Időközben két lánya született, 1979-ben Petra, majd 1980-ban Stella követte. 1980 és 1982 között elvégezte a MKK Külker. Reklám-Propaganda szaktanfolyamát, de valójában ekkor már igazán csak a festészet érdekelte. Végül 1984-től szellemi szabadfoglalkozású festő lett. 1986-ban feleségével Oláh Katival a Balaton-felvidékre, Paloznakra költöztek, majd 1990-ben Óbudavárra. Itt született meg 1991-ben Fruzsina lányuk. 1994 és 1996 között a balatonfüredi Art-East Galéria művészeti vezetője volt. 2000 óta tagja a Veszprémi Művész Céhnek. Ugyanebben az évben létrehozták az Óbudavári Képíró Műhelyt, ahol már feleségével közösen alkottak. 2007-ben visszatértek Paloznakra, és új otthonukban Paloznaki Képíró Műhely néven nyitották meg galériájukat.
Képzőművészeti tevékenysége mellett szívesen fotografál és ír, cikkei rendszeresen jelennek meg a Paloznaki Hírmondó című újságban.
Boda Balázs Gábor festészetében tetten érhető az erő, a határozottság, a bonyolult áttételű realitás. Éles szem, aprólékos gond, biztos és határozott ecsetkezelés jellemző rá. Technikai tudása azt a szublimációt szolgálja, amely a kép tárgyát és a hozzá kötődő viszonyt, mintegy a világból kiemelve megnemesíti, s úgy tárja elénk. A csöppben a tenger művészete ez. Amit lát, azt úgy hozza hozzánk közel, hogy ő maga sem rejtőzik el, sőt a szellemi közeg sem, amelyet képvisel. Lehetetlen nem észrevennünk ennek a művészetnek az eredetét: az ember alkotta táj iránti szerelmet és végtelen odaadást. Itt jön a szánkra a szó, hogy magyar, s a kvalitás láttán a másik, hogy európai. És az eredetekhez való ragaszkodás, s ez nem játék a szavakkal: maga az eredetiség.

## Kiállítások

### Egyéni kiállítások
- 1991. Münster, Galerie Artl-art
- 1992. Kapolcs, Művészetek Völgye
- 1993. Keszthely, Balaton Múzeum
- 1994. Budapest, Operaház
- 1996. Sopron, Pannonia Med Hotel[2]

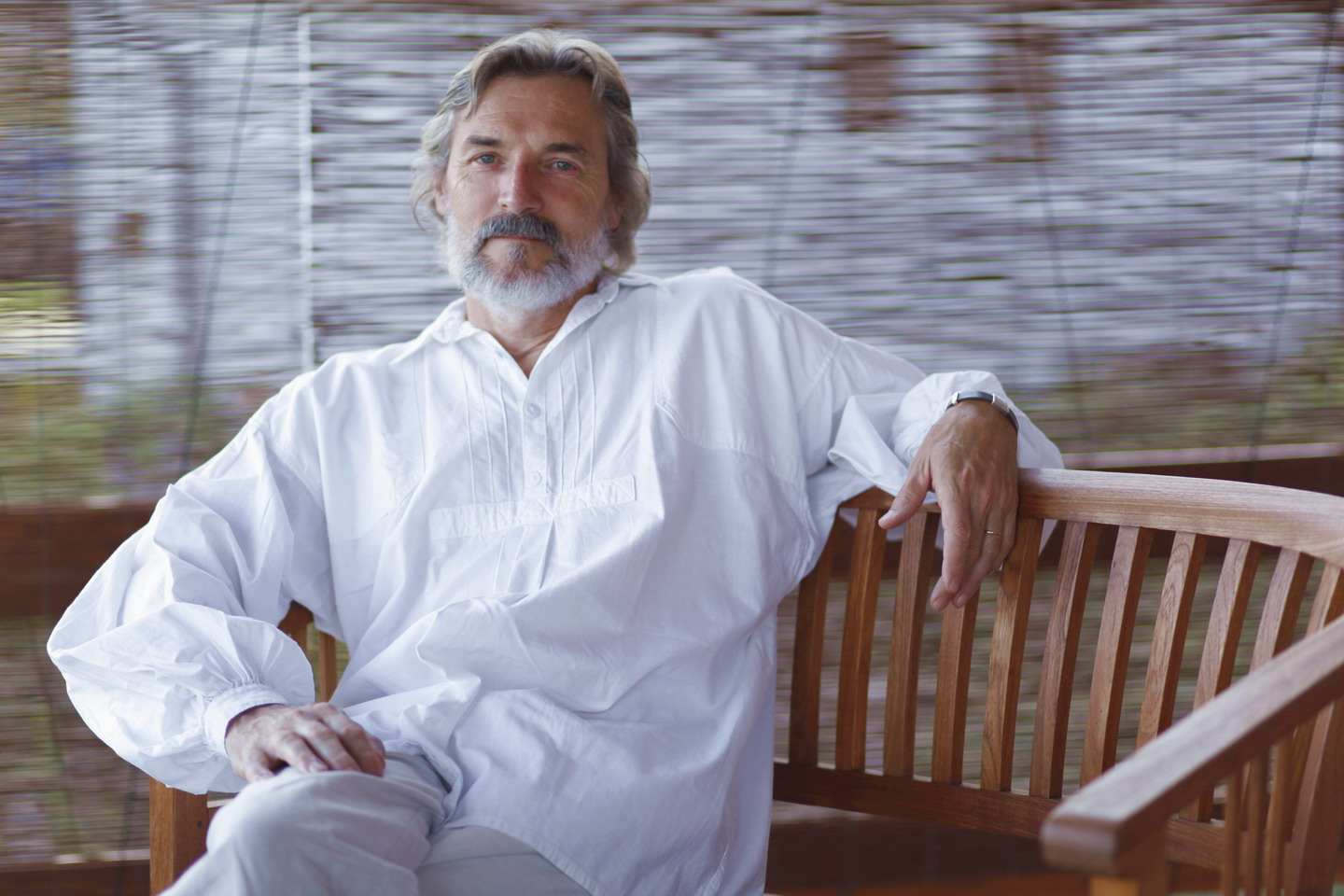
Boda Balázs festőművész

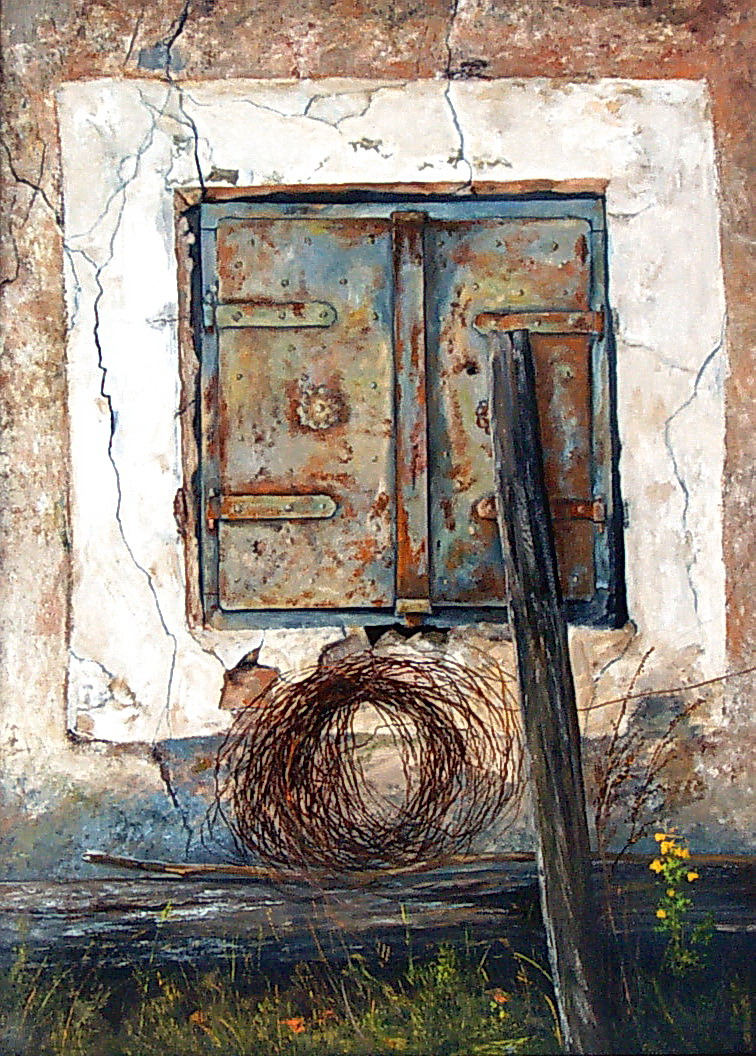
Boda Balázs: Alkonyok, 2005.

- 1996. Balatonfüred, Art-East Galéria
- 1999. Gödöllő, Kastély - Lavin,
- 2000. Zalaegerszeg - Veszprém
- 2002. Budapest, Stefánia Palota
- 2003. Willanzheim - Hüttenheim
- 2004. Tihany, Rege Kávézó, Július 19-étől szeptember 5-éig.
- 2005. Budapest, Novotel Palace
- 2006. Budaörs, Jókai Galéria, FMH
- 2007. Budapest, KVM Zöld Galéria

### Közös kiállításai Oláh Katival
- 1991.	Münster (D) - Galerie Artl-art, Pápa - Kastély,
- 1992. Kapolcs - Művészetek Völgye,
- 1993. Keszthely - Balaton Múzeum
- 1994. Budapest - Operaház,
- 1995. Sopron - Pannónia Med Hotel,
- 1996. Balatonfüred - Art-East Galéria,
- 1999. Gödöllő - Kastély, Lavin,
- 2000. Zalaegerszeg - Színház,
- 2000. Veszprém - Hemo,
- 2002. Budapest - Stefánia Palota,
- 2003. Willanzheim, Hüttenheim (D), Budapest - FMH,
- 2004. Pannónia Galéria[3]
- 2005. Budapest - Novotel Palace,
- 2006. Budaörs - Jókai Galéria,
- 2006. Budapest - FMH,
- 2007. Zöld Galéria - Budapesti Környezetvédelmi Minisztérium,
- 2007. Paloznak - Tetőgaléria,
- 2008. Budapest - Legfelsőbb Bíróság,
- 2009. Csopak Galéria

## Festményei
- Boda Balázs galériája

### 1984-2000
| - '84 Tavasz, 1984. - Mari néni háza, 1988. - Lepkeálom, 1988. - Vágyátló, 1989. - Napfürdő, 1995. - Antik enteriőr, 1995. | - Horgászsétány, 1995. - Balatoni pince, 1997. - A prés nélküli présház, 1997. - Öreg pince, 1998. - Kíváncsiskodók, 1998. - Présház a Bádi-hegyen, 1998. | - Vászolyi hangulat, 1998. - Paloznaki öregek, 1999. - Szélfútta temető, 2000. - Szépelgők, 2000. - Csokor, 2000. |

### 2001-2004
| - Nehéz évek, 2001. - Csak a gyümölcs koppanása, 2001. - Anno 1830., 2001. - Téli reggel, 2001. - Platánlevelek, 2001. - A múlandóság margójára, 2001. - Szép csendesen, 2002. - Úton a kilátó felé, 2002. - Napfürdő, 2002. - Olvadás, 2002. - Didergő ének, 2003. - A hordókat elvitték már, 2003. - Őrizem a szemed, 2003. | - A hordókat elvitték már, 2003. - Szép öregkor, 2003. - Hajnal, 2003. - Lebegés, 2003. - Ornamentika, 2003. - XX. századi történet, 2003. - Élettér, 2004. - Káli vihar, 2004. - Bokros, 2004. - A virágok maradtak, 2004. - Tapolcafői ház, 2004. - Erdőszélen, 2004. | - Történelmi karcolatok, 2004. - Tapolcafői ház, 2004. - Búcsú a naptól, 2004. - Indián takaró, 2004. - Lélekvándorlás, 2004. - Tűztánc, 2004. - Dogma, 2004. - Totem, 2004. - Metamorfózis, 2004. - Fényre vágyva, 2004. - Vágyak délutánja, 2004. - Szentgyörgy-hegy, 2004. - Búcsú a naptól, 2004. |

|  |  |  |

### 2005
| - Lélekvándorlás, 2005. - Ha jönnek az unokák, 2005. - Titkok őrzője, 2005. - Elhagyottan, 2005. - Reggeli párák, 2005. | - Csendélet labdarózsákkal, 2005. - Hazafelé, 2005. - Szerelem-Játék, 2005. - Nevetgélők, 2005. - Csend-Élet-Kép, 2005. | - Csábítás II., 2005. - Őszi fürdőzők, 2005. - Betyárország, 2005. - Káposztáskertek nálunk, 2005. - Alkonyok, 2005. - Mögöttes világ, 2005. |

### 2006-2008
| - Szerelmes levél, 2006. - Vallomás, 2006. - Ha jönnek az unokák, 2006. - Szárító, 2006. - Elmúlt a nyár, 2006. - Csábítás I, 2006. - Ballada, 2006. - Bizonytalan összeköttetés, 2006. - Mi ketten, 2006. | - Teri néni virágai, 2006. - A színek téli álma, 2006. - Melengető napfény, 2006. - Olvadás, 2006. - I LOVE KATI, 2006. - Ki mindenki áldozat, 2006. - Sorsfonalak III., 2007. - Desztilláció, 2007. - Éjjeli zivatar, 2007. - Szüret idején, 2007. | - A hetedik, 2007. - Felhőbefogó, 2008. - Pince sarok, 2008. - Ahol fény van, 2008. - Az erdőn át, 2008. - Pipacsok, 2008. - Életút, 2008. - A mi kis házunk, 2008. - Ópium, 2008. - Szivárványképző, 2008. |

### 2009
| - Időmozaik, - Kreatívitás, - Erdő ölelte szőlők, - Fényár, | - Szőlőskert, - Szent György-hegyi séta, - Távoli harangszók, - Rezdülés, | - Délután, - Paloznaki öböl, - Kolostorkert, |

## Könyvek
- Boda Balázs, Oláh Katalin, Óbudavári Képíró Műhely, Óbudavár, Szerkesztő: Nagy Boldizsár, Fitz Péter, 1996. ISBN 9630463040
- Jutasi Sándor: Versek, Paloznaki Önkormányzat kiadása, Paloznak, 2001. Illusztrátor Boda Balázs

## Újságcikkek
- Egy festői birtok
- Képírók otthona[halott link]
- Kikelettől jégvirágig
- Idill[halott link]

## Díjak
- 2006. A Bor és Szőlő Ünnepe, országos képzőművészeti pályázat, Balatonfüred város fődíja